# Seznam dílů seriálu Koruna

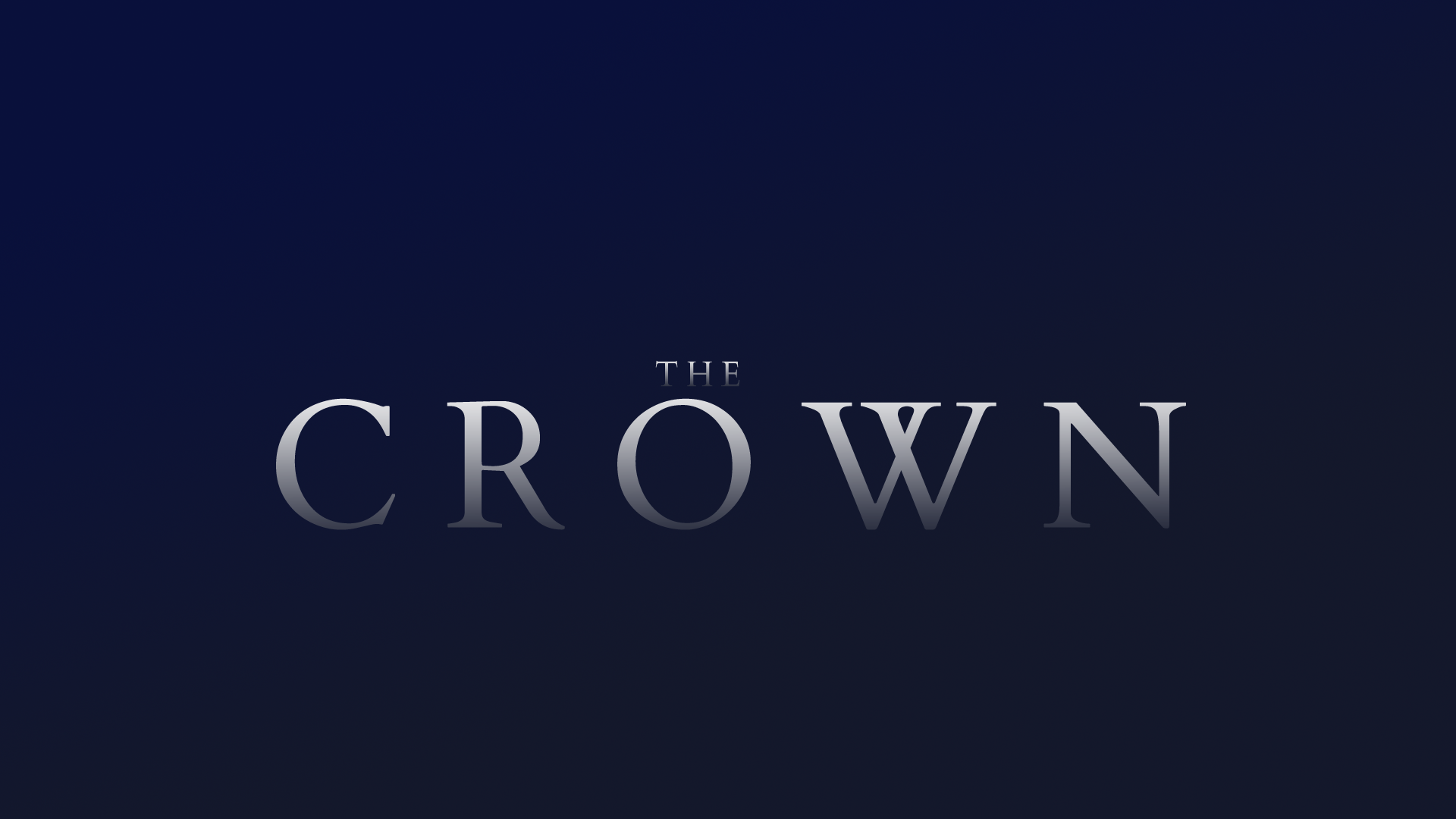
Koruna

Toto je seznam dílů seriálu Koruna. Britsko-americký dramatický televizní seriál Koruna byl zveřejněn na Netflixu.

## Přehled řad
| Řada | Díly | Premiéra na Netflixu                |                                     |
| ---- | ---- | ----------------------------------- | ----------------------------------- |
| 1    | 10   | 4. listopadu 2016                   | 4. listopadu 2016                   |
| 2    | 10   | 8. prosince 2017                    | 8. prosince 2017                    |
| 3    | 10   | 17. listopadu 2019                  | 17. listopadu 2019                  |
| 4    | 10   | 15. listopadu 2020                  | 15. listopadu 2020                  |
| 5    | 10   | 9. listopadu 2022                   | 9. listopadu 2022                   |
| 6    | 46   | 16. listopadu 202314. prosince 2023 | 16. listopadu 202314. prosince 2023 |

## Seznam dílů

### První řada (2016)
| Č. v seriálu | Č. v řadě | Původní název         | Český název           | Režie          | Scénář       | Premiéra na Netflixu |
| ------------ | --------- | --------------------- | --------------------- | -------------- | ------------ | -------------------- |
| 1            | 1         | Wolferton Splash      | Wolfertonská senzace  | Stephen Daldry | Peter Morgan | 4. listopadu 2016    |
| 2            | 2         | Hyde Park Corner      | Hyde Park Corner      | Stephen Daldry | Peter Morgan | 4. listopadu 2016    |
| 3            | 3         | Windsor               | Windsor               | Philip Martin  | Peter Morgan | 4. listopadu 2016    |
| 4            | 4         | Act of God            | Vyšší moc             | Julian Jarrold | Peter Morgan | 4. listopadu 2016    |
| 5            | 5         | Smoke and Mirrors     | Kouř a zrcadla        | Philip Martin  | Peter Morgan | 4. listopadu 2016    |
| 6            | 6         | Gelignite             | Třaskavá želatina     | Julian Jarrold | Peter Morgan | 4. listopadu 2016    |
| 7            | 7         | Scientia Potentia Est | Scientia potentia est | Benjamin Caron | Peter Morgan | 4. listopadu 2016    |
| 8            | 8         | Pride & Joy           | Pýcha a radost        | Philip Martin  | Peter Morgan | 4. listopadu 2016    |
| 9            | 9         | Assassins             | Atentátníci           | Benjamin Caron | Peter Morgan | 4. listopadu 2016    |
| 10           | 10        | Gloriana              | Gloriana              | Philip Martin  | Peter Morgan | 4. listopadu 2016    |

### Druhá řada (2017)
| Č. v seriálu | Č. v řadě | Původní název     | Český název      | Režie              | Scénář                     | Premiéra na Netflixu |
| ------------ | --------- | ----------------- | ---------------- | ------------------ | -------------------------- | -------------------- |
| 11           | 1         | Misadventure      | Nedopatření      | Philip Martin      | Peter Morgan               | 8. prosince 2017     |
| 12           | 2         | A Company of Men  | Mezi muži        | Philip Martin      | Peter Morgan               | 8. prosince 2017     |
| 13           | 3         | Lisbon            | Lisabon          | Philip Martin      | Peter Morgan               | 8. prosince 2017     |
| 14           | 4         | Beryl             | Beryl            | Benjamin Caron     | Amy Jenkins a Peter Morgan | 8. prosince 2017     |
| 15           | 5         | Marionettes       | Loutky           | Philippa Lowthorpe | Peter Morgan               | 8. prosince 2017     |
| 16           | 6         | Vergangenheit     | Vergangenheit    | Philippa Lowthorpe | Peter Morgan               | 8. prosince 2017     |
| 17           | 7         | Matrimonium       | Matrimonium      | Benjamin Caron     | Peter Morgan               | 8. prosince 2017     |
| 18           | 8         | Dear Mrs. Kennedy | Drahá Jacqueline | Stephen Daldry     | Peter Morgan               | 8. prosince 2017     |
| 19           | 9         | Paterfamilias     | Paterfamilias    | Stephen Daldry     | Tom Edge a Peter Morgan    | 8. prosince 2017     |
| 20           | 10        | Mystery Man       | Záhadný muž      | Benjamin Caron     | Peter Morgan               | 8. prosince 2017     |

### Třetí řada (2019)
| Č. v seriálu | Č. v řadě | Původní název | Český název        | Režie               | Scénář                       | Premiéra na Netflixu |
| ------------ | --------- | ------------- | ------------------ | ------------------- | ---------------------------- | -------------------- |
| 21           | 1         | Olding        | Olding             | Benjamin Caron      | Peter Morgan                 | 17. listopadu 2019   |
| 22           | 2         | Margaretology | Margaretologie     | Benjamin Caron      | Peter Morgan                 | 17. listopadu 2019   |
| 23           | 3         | Aberfan       | Aberfan            | Benjamin Caron      | Peter Morgan                 | 17. listopadu 2019   |
| 24           | 4         | Bubbikins     | Bubíšek            | Benjamin Caron      | Peter Morgan                 | 17. listopadu 2019   |
| 25           | 5         | Coup          | Převrat            | Christian Schwochow | Peter Morgan                 | 17. listopadu 2019   |
| 26           | 6         | Tywysog Cymru | Tywysog Cymru      | Christian Schwochow | James Graham a Peter Morgan  | 17. listopadu 2019   |
| 27           | 7         | Moondust      | Měsíční prach      | Jessica Hobbs       | Peter Morgan                 | 17. listopadu 2019   |
| 28           | 8         | Dangling Man  | Rozkolísaný člověk | Sam Donovan         | David Hancock a Peter Morgan | 17. listopadu 2019   |
| 29           | 9         | Imbroglio     | Zápletka           | Sam Donovan         | Peter Morgan                 | 17. listopadu 2019   |
| 30           | 10        | Cri de Coeur  | Cri de Coeur       | Jessica Hobbs       | Peter Morgan                 | 17. listopadu 2019   |

### Čtvrtá řada (2020)
| Č. v seriálu | Č. v řadě | Původní název            | Český název          | Režie            | Scénář                            | Premiéra na Netflixu |
| ------------ | --------- | ------------------------ | -------------------- | ---------------- | --------------------------------- | -------------------- |
| 31           | 1         | Gold Stick               | Osobní strážce       | Benjamin Caron   | Peter Morgan                      | 15. listopadu 2020   |
| 32           | 2         | The Balmoral Test        | Balmoralská zkouška  | Paul Whittington | Peter Morgan                      | 15. listopadu 2020   |
| 33           | 3         | Fairytale                | Pohádka              | Benjamin Caron   | Peter Morgan                      | 15. listopadu 2020   |
| 34           | 4         | Favourites               | Oblíbenci            | Paul Whittington | Peter Morgan                      | 15. listopadu 2020   |
| 35           | 5         | Fagan                    | Michael Fagan        | Paul Whittington | Jonathan D. Wilson a Peter Morgan | 15. listopadu 2020   |
| 36           | 6         | Terra Nullius            | Země nikoho          | Julian Jarrold   | Peter Morgan                      | 15. listopadu 2020   |
| 37           | 7         | The Hereditary Principle | Dědičné nástupnictví | Jessica Hobbs    | Peter Morgan                      | 15. listopadu 2020   |
| 38           | 8         | 48:1                     | 48:1                 | Julian Jarrold   | Peter Morgan                      | 15. listopadu 2020   |
| 39           | 9         | Avalanche                | Lavina               | Jessica Hobbs    | Peter Morgan                      | 15. listopadu 2020   |
| 40           | 10        | War                      | Válka                | Jessica Hobbs    | Peter Morgan                      | 15. listopadu 2020   |

### Pátá řada (2022)
| Č. v seriálu | Č. v řadě | Původní název           | Český název               | Režie               | Scénář       | Premiéra na Netflixu |
| ------------ | --------- | ----------------------- | ------------------------- | ------------------- | ------------ | -------------------- |
| 41           | 1         | Queen Victoria Syndrome | Syndrom královny Viktorie | Jessica Hobbs       | Peter Morgan | 9. listopadu 2022    |
| 42           | 2         | The System              | Systém                    | Jessica Hobbs       | Peter Morgan | 9. listopadu 2022    |
| 43           | 3         | Mou Mou                 | Mou Mou                   | Alex Gabassi        | Peter Morgan | 9. listopadu 2022    |
| 44           | 4         | Annus Horribilis        | Annus Horribilis          | May el-Toukhy       | Peter Morgan | 9. listopadu 2022    |
| 45           | 5         | The Way Ahead           | Přípravy na budoucnost    | May el-Toukhy       | Peter Morgan | 9. listopadu 2022    |
| 46           | 6         | Ipatiev House           | Ipaťjevův dům             | Christian Schwochow | Peter Morgan | 9. listopadu 2022    |
| 47           | 7         | No Woman's Land         | Na území nikoho           | Erik Richter Strand | Peter Morgan | 9. listopadu 2022    |
| 48           | 8         | Gunpowder               | Střelný prach             | Erik Richter Strand | Peter Morgan | 9. listopadu 2022    |
| 49           | 9         | Couple 31               | Pár č. 31                 | Christian Schwochow | Peter Morgan | 9. listopadu 2022    |
| 50           | 10        | Decommissioned          | Vyřazené z provozu        | Alex Gabassi        | Peter Morgan | 9. listopadu 2022    |

### Šestá řada (2023)
| Č. v seriálu | Č. v řadě | Původní název       | Český název         | Režie               | Scénář                               | Premiéra na Netflixu |
| ------------ | --------- | ------------------- | ------------------- | ------------------- | ------------------------------------ | -------------------- |
| 51           | 1         | Persona Non Grata   | Persona Non Grata   | Alex Gabassi        | Peter Morgan                         | 16. listopadu 2023   |
| 52           | 2         | Two Photographs     | Dvě fotky           | Christian Schwochow | Peter Morgan                         | 16. listopadu 2023   |
| 53           | 3         | Dis-Moi Oui         | Dis-Moi Oui         | Christian Schwochow | Peter Morgan                         | 16. listopadu 2023   |
| 54           | 4         | Aftermath           | Následky            | Christian Schwochow | Peter Morgan                         | 16. listopadu 2023   |
| 55           | 5         | Willsmania          | Willsmánie          | May el-Toukhy       | Jonathan Wilson a Peter Morgan       | 14. prosince 2023    |
| 56           | 6         | Ruritania           | Ruritánie           | Erik Richter Strand | Daniel Marc Janes a Peter Morgan     | 14. prosince 2023    |
| 57           | 7         | Alma Mater          | Alma Mater          | May el-Toukhy       | Jonathan Wilson a Peter Morgan       | 14. prosince 2023    |
| 58           | 8         | Ritz                | Ritz                | Alex Gabassi        | Meriel Sheibani-Clare a Peter Morgan | 14. prosince 2023    |
| 59           | 9         | Hope Street         | Nadějná             | Erik Richter Strand | Jonathan Wilson a Peter Morgan       | 14. prosince 2023    |
| 60           | 10        | Sleep, Dearie Sleep | Sleep, Dearie Sleep | Stephen Daldry      | Peter Morgan                         | 14. prosince 2023    |